# Inscripció del Lloc del Trompetista
La Inscripció del Lloc de Trompetista és una peça epigràfica de l’època del Segon Temple de Jerusalem, datada aproximadament entre els segles I aC i I dC. Aquesta inscripció, parcialment conservada, està gravada en hebreu sobre un gran bloc de pedra i es creu que indicava l’indret des d’on un sacerdot feia sonar una trompeta per anunciar l’inici i la fi del sabbat o altres esdeveniments litúrgics.

## Localització actual
Actualment, la peça es conserva i s’exposa al Museu d’Israel a Jerusalem (amb una rèplica in situ). És considerada una de les troballes epigràfiques més importants relacionades amb el complex del Temple de Jerusalem.

## Descobriment
La inscripció va ser descoberta durant les excavacions arqueològiques dirigides per Benjamin Mazar entre els anys 1968 i 1978. Els treballs es van dur a terme a l’angle sud-oest de l’Esplanada del Temple, a Jerusalem.

La pedra fou localitzada entre els blocs que havien caigut del mur occidental durant la destrucció del Temple per part de les legions romanes l’any 70 dC.

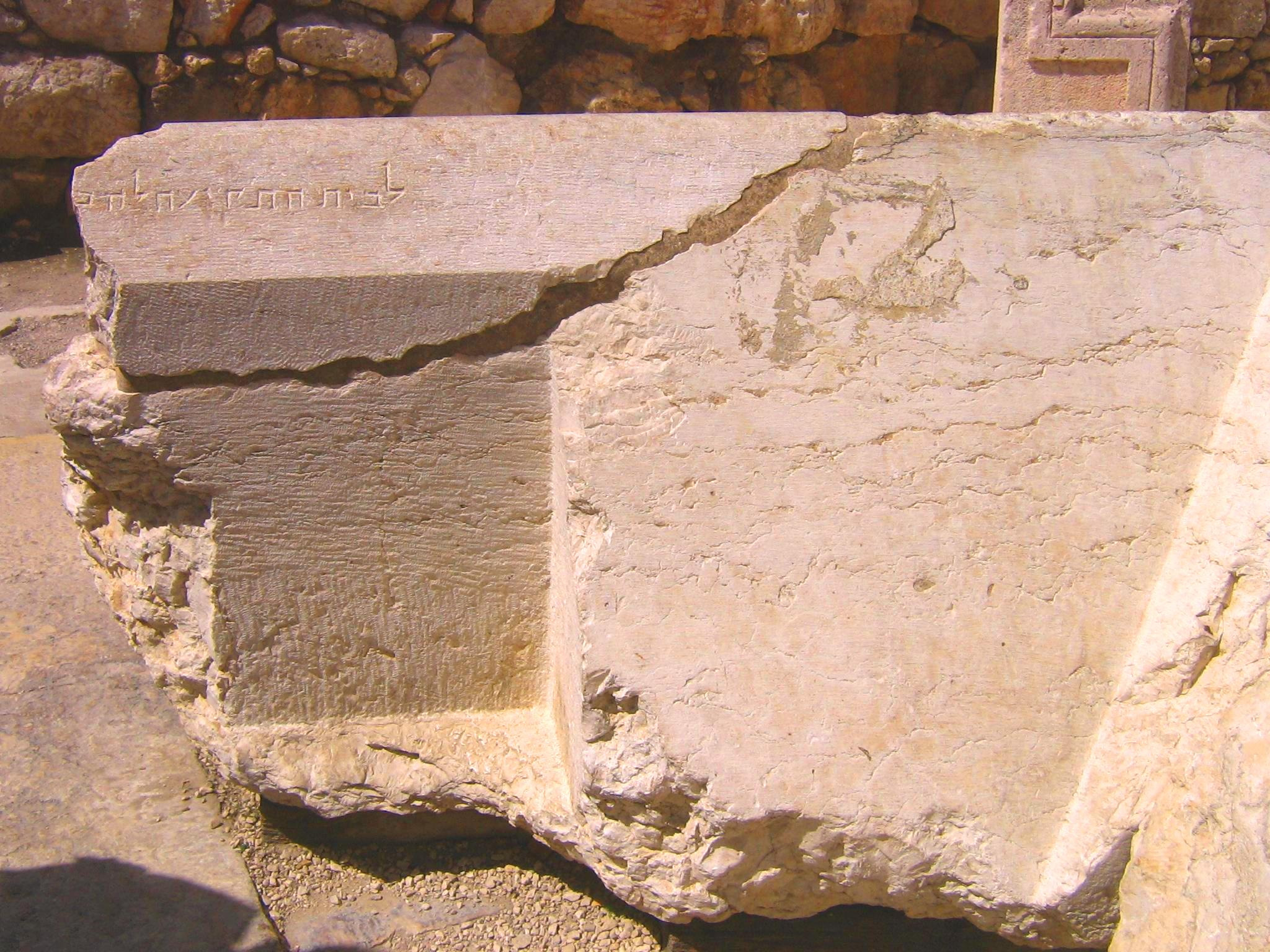
Reconstrucció in situ

## Descripció de la inscripció
La inscripció està incompleta, però el text llegible conté les paraules següents:
לבית התקיעה לה...
(L'veit ha-Tekiah le...)
Traducció aproximada: “al lloc de la trompeta per a...”
S’han proposat diverses reconstruccions per completar el sentit de la inscripció. Les més acceptades són:
- להכריז ("per anunciar"),
- Reconstrucció de la ubicació de la pedra, i la ubicació on es trobava el sacerdotלהבדיל ("per distingir").[3]

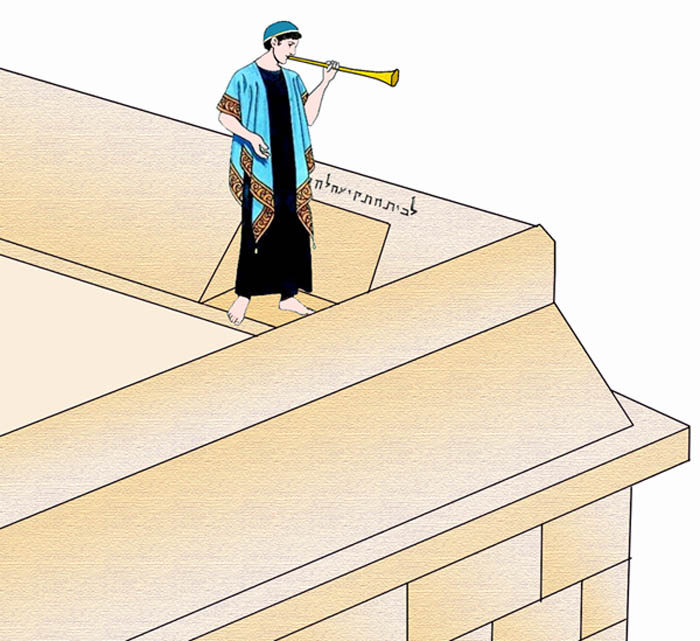
Reconstrucció de la ubicació de la pedra, i la ubicació on es trobava el sacerdot

Aquestes reconstruccions estan basades tant en la gramàtica de l’hebreu antic com en textos literaris que descriuen la pràctica sacerdotal de tocar la trompeta des del Temple per marcar els moments rituals.

## Contextualització
Durant el període herodià (segon temple), el Temple de Jerusalem era el centre religiós del poble jueu. Segons fonts històriques, era habitual que un sacerdot toqués la trompeta des d’un punt elevat del mur del Temple per assenyalar moments importants, com l’arribada del sabbat o el començament de festes religioses.
La inscripció confirma arqueològicament aquesta pràctica i és una de les poques proves epigràfiques directes que testimonien rituals concrets realitzats al Temple.

## Problemàtiques i estudis relacionats
Diversos estudiosos han discutit el significat complet i la funció exacta d’aquest "lloc de la trompeta". Encara que el fragment trobat deixa incomplet el text original, les fonts literàries corroboren la pràctica del toc de trompeta des del Temple. També s’han generat debats sobre la localització precisa del lloc des del qual es feia sonar la trompeta dins el complex del Temple. Els estudis epigràfics han reforçat la datació a l’època herodiana per mitjà del tipus de lletres i el context arqueològic del bloc.